# Вестергрен, Карл
Карл Оскар «Калле» Вестергрен (швед. Carl Oscar "Calle" Westergren; 13 октября 1895, Мальмё, Швеция — 5 августа 1958, Мальмё, Швеция) — шведский борец греко-римского стиля, трёхкратный чемпион Олимпийских игр, чемпион мира, трёхкратный чемпион Европы.  . Самый титулованный шведский борец-классик. 

## Биография
Родился в Мальмё.
В 1919 и 1920 годах выиграл чемпионаты Северных стран.
На Летних Олимпийских играх 1920 года в Антверпене боролся в весовой категории до 75 килограммов (средний вес). Схватка по регламенту турнира продолжалась два раунда по 10 минут, и если никто из борцов в течение этих раундов не тушировал соперника, назначался дополнительный раунд, продолжительностью 20 минут, и после него (или во время него) победа присуждалась по решению судей. В отдельных случаях для выявления победителя мог быть назначен ещё один дополнительный раунд, продолжительностью 10 минут. Однако после первого дня соревнований организаторы пришли к выводу, что при такой системе они не успеют провести соревнования, и время схватки сократили до одного 10-минутного раунда, в котором победить можно было только на туше и 15-минутного дополнительного раунда, после которого победа отдавалась по решению судей. В среднем весе борьбу за медали вели 23 спортсмена. Турнир проводился по системе с выбыванием после поражения; выигравшие во всех схватках проводили свой турнир за первое место, проигравшие чемпиону разыгрывали в своём турнире второе место, проигравшие проигравшим чемпиону разыгрывали в своём турнире третье место.
| Круг          | Соперник           | Страна     | Результат | Основание | Время схватки |
| ------------- | ------------------ | ---------- | --------- | --------- | ------------- |
| 1             | Берт Эйлебрехт     | Нидерланды | Победа    | Туше      | 5:16          |
| 2             | Мишель Дечман      | Люксембург | Победа    | Туше      | 3:25          |
| Четвертьфинал | Морис Вандерлинден | Бельгия    | Победа    | Туше      | 8:14          |
| Полуфинал     | Матти Пертиля      | Финляндия  | Победа    | По очкам  | 25:00         |
| Финал         | Артур Линдфорс     | Финляндия  | Победа    | Туше      | 31:25         |

В 1922 году победил на чемпионате мира, а в 1923 году вновь выиграл чемпионат северных стран.
На Летних Олимпийских играх 1924 года в Париже боролся в весовой категории до 82,5 килограммов (полутяжёлый вес). Правила соревнований вновь были изменены: турнир проводился по системе с выбыванием после двух поражений, а места распределялись соответственно количеству выигранных схваток. Схватка продолжалась 20 минут и если победитель не выявлялся в это время, назначался дополнительный 6-минутный раунд борьбы в партере. В категории боролись 22 спортсмена.
| Круг  | Соперник         | Страна       | Результат | Основание        | Время схватки |
| ----- | ---------------- | ------------ | --------- | ---------------- | ------------- |
| 1     | Рудольф Свенссон | Швеция       | Победа    | Туше             | 5:40          |
| 2     | Франтишек Тазлер | Чехословакия | Победа    | Туше             | 5:30          |
| 3     | Аксель Тетенс    | Дания        | Победа    | По очкам         | 26:00         |
| 4     | Бела Варга       | Венгрия      | Победа    | По очкам         | 26:00         |
| 5     | Эмиль Векстен    | Финляндия    | Победа    | Туше             | 11:20         |
| 6     | Ибрагим Мустафа  | Египет       | Победа    | Неявка соперника | -             |
| Финал | Рудольф Свенссон | Швеция       | Победа    | По очкам         | 26:00         |

На этих же олимпийских играх выступал в соревнованиях и по вольной борьбе в категории до 87 килограммов. В первом круге не участвовал, в четвертьфинале тушировал итальянца Фабио Дженовезе, в полуфинале проиграл Джону Спеллману (США). Во встрече за второе место в третий раз встречался с Рудольфом Свенссоном, и на этот раз решением судей проиграл. От участия в турнире за третье место отказался, заняв четвёртое место.
| Круг                      | Соперник             | Страна                    | Результат | Основание | Время схватки |
| ------------------------- | -------------------- | ------------------------- | --------- | --------- | ------------- |
| 1                         | —                    | —                         | —         | —         | —             |
| Четвертьфинал             | Фабио Дель Дженовезе | Италия                    | Победа    | Туше      |               |
| Полуфинал                 | Джон Спеллман        | Соединённые Штаты Америки | Поражение | По очкам  |               |
| Полуфинал за второе место | Рудольф Свенссон     | Швеция                    | Поражение | По очкам  |               |

В 1925 году стал чемпионом Европы.
На Летних Олимпийских играх 1928 года в Амстердаме боролся в весовой категории до 82,5 килограммов(полутяжёлый вес) и рассматривался как явный фаворит турнира. Однако в первой же схватке решением судей неожиданно проиграл Онни Пеллинену (Финляндия), и разозлившись, покинул турнир. При этом, формат соревнований подразумевал выбытие после двух поражений, и при определённых раскладах шведский борец сохранял шансы на титул.
| Круг | Соперник      | Страна    | Результат | Основание | Время схватки |
| ---- | ------------- | --------- | --------- | --------- | ------------- |
| 1    | Онни Пеллинен | Финляндия | Поражение | По очкам  |               |

В 1930 и 1931 годах подтвердил звание чемпиона Европы.
На Летних Олимпийских играх 1932 года в Лос-Анджелесе боролся в весовой категории свыше 87 килограммов (тяжёлый вес). В его категории было всего 5 участников, соревнования проводились по круговой системе, любой результат схватки, кроме победы на туше, приносил штрафные очки. В случае получения 5 штрафных очков, участник выбывал из турнира.
| Круг | Соперник        | Страна       | Результат | Основание                  | Время схватки |
| ---- | --------------- | ------------ | --------- | -------------------------- | ------------- |
| 1    | Йозеф Урбан     | Чехословакия | Победа    | 3:0 (1 штрафной балл)      | -             |
| 2    | Георг Геринг    | Германия     | Поражение | 3:0 (3 штрафных балла)     |               |
| 3    | Николаус Хиршль | Австрия      | Победа    | Туше (без штрафных баллов) | 9:13          |

После этих трёх схваток пятый участник итальянец Алеардо Донати уже вылетел из турнира, набрав 6 штрафных баллов.
К финальному раунду лидировал Николаус Хиршль, имевший всего 3 штрафных балла, на втором месте оставался Вестергрен (победивший Хиршля) с 4 баллами, а на третьем был Йозеф Урбан, тоже с 4 баллами, но проигравший Вестергрену. Таким образом, судьба золотой медали решалась в финальной встрече Урбана и Хиршля. В случае, если Хиршль побеждал чисто, он с тремя баллами оставался бы на первом месте, далее располагались бы Вестергрен и Урбан. В случае, если Хиршль побеждал по очкам, тогда он с 4 баллами как проигравший Вестергрену, занял бы второе место, а Вестергрен первое. Йозеф Урбан тушировал на 11 минуте схватки Хиршля. В результате оказалось, что Карл Вестергрен, набрав 4 штрафных балла, оказался на первом месте, а выигравший у него Георг Геринг не получил даже бронзовой медали, оставшись четвёртым.
После Олимпиады Карл Вестергрен в 1933 году остался третьим на чемпионате Европы и оставил большой спорт. После окончания карьеры работал экспедитором, водителем автобуса в Мальмё и разводил голубей. Умер в 1958 году.
Способность Вестергрена к концентрации была уникальной и он всегда был настороже к захвату противника. Он очень редко попадал в тяжёлые ситуации и возможно что зрителей, которые видели его в опасном положении, можно пересчитать по пальцам одной руки. Его любимым захватом был замок туловища спереди, а в партере он просто брал своей силой 
Оригинальный текст (англ.)Westergren's ability to concentrate was unique and he was always on his guard against his opponent's grip. He very seldom got into any situations and the spectators that have seen him in a danger position can probably be counted on the fingers of one hand. His favorite grip in the standing position was the forward waistlock and in parterr he really took advantage of his strength. 